# 1574 год в науке
В 1574 году произошли различные научные и технологические события, некоторые из которых представлены ниже.

## События
- С Уфимского кремля начинается история города Уфа[1][2].

## Публикации
- Христофор Клавиус: Commentaires sur Euclide.
- Ремберт Додунс: Purgantium aliarumque eo facientium, tum et radicum, convolvulorum ac deleteriarum herbarum historiae.

## Родились
См. также: Категория:Родившиеся в 1574 году
- 5 марта — Уильям Отред, английский математик, изобретатель логарифмической линейки и множества математических обозначений (ум. в 1660 году).

## Скончались
См. также: Категория:Умершие в 1574 году
- 26 января — Мартин Хельвиг, силезский картограф (род. в 1516 году).
- 27 августа — Бартоломео Эустахио, итальянский анатом, один из основоположников научной анатомии (род. между 1500 и 1510 годом).
- 4 декабря — Георг Иоахим фон Ретик, немецкий астроном и математик, ученик Николая Коперника (род. в 1514 году).